# Mirador de Nou Pins
El Mirador de Nou Pins es troba al Parc de la Serralada Litoral, concretament a Alella (el Maresme).
És situat en un espai declarat zona verda per l'Ajuntament d'Alella i, alhora, un indret privilegiat per les seues vistes sobre Alella i el litoral. El mirador compta amb dos bancs, una plataforma de fusta tractada, una barana i dos plafons interpretatius del paisatge.
El bancs es donen l'esquena: un mira al NO, amb Alella en primer terme i vista sobre bona part dels turons més alts del Parc. L'altre mira al SO, amb la Conreria en primer terme i Barcelona i Collserola al fons. A la banda sud i mirant al mar, hi ha un plafó panoràmic amb el perfil del paisatge que estem veient i els noms dels elements.
És ubicat a Alella: al poble, cal pujar pel carrer de la Riera de Comafosca i girar a l'esquerra en trobar l'indicador a Nucli de Can Comulada. La mateixa carretera ens porta a l'avinguda Mil·lenari, que seguirem fins al capdamunt. Uns metres abans que el carrer acabi en un atzucac, veurem un plafó del Parc, una barana de fusta i un corriol que s'enfila cap al mirador. Coordenades: x=439811 y=4594267 z=325.